# Schlagerderby
Das Schlagerderby war zwischen 1963 und 1978 eine legendäre Musiksendung im Deutschlandfunk, die in der damaligen Bundesrepublik und der DDR gerne von jungen Leuten gehört wurde. Besonders ermöglichte die Sendung den Hörern in der DDR ungefiltert die aktuellen westdeutschen und internationalen Musikstücke zu empfangen. In großen Teilen der Bundesrepublik und besonders der DDR konnte der Deutschlandfunk allerdings nur über Mittelwelle und Langwelle gehört werden, was zu Einschränkungen bei der Tonqualität führte.
Über die Platzierung der zwanzig gespielten Titel entschieden die Hörer durch Einsendung einer Postkarte. Die DDR-Hörer konnten Kontakt zum Kölner Sender über westliche Privatadressen herstellen, so dass eine Abstimmung zur Platzierung der Titel auch für sie möglich war. Pro Sendung wurden fünf Musikstücke für die Neuplatzierung vorgestellt. Nach zehnmaliger Platzierung schied das entsprechende Musikstück aus. Die Sendung moderierte ab August 1965 Carl-Ludwig Wolff (Carlo W.). Die Erkennungsmusik Apollo Flight von der Boston Show Band, aus der die spätere Begleitband von Gary Glitter, The Glitter Band hervorging, erlangte Kultstatus. Der Sendetermin war anfangs montags (mit einer gekürzten Wiederholung im Aktuellen Plattenteller am Mittwoch um 18:15 Uhr), später mittwochs 20 Uhr (mit der Wiederholung am Donnerstag). In der Regel gab es drei Folgen mit "Rennen" (der Hitparade) und danach ein Intermezzo "Zwischen den Rennen". Am Jahresende gab es in manchen Jahren einige "Zwischen den Rennen" mit Rückblicken auf die letzten Jahre.
Jahresbestplatzierte Interpreten waren Cliff Richard (1963–1964), Pierre Brice (1965–1966), The Lords (1967), Roy Black (1968), Barry Ryan (1969/1972), Ricky Shayne (1970–1971), The Sweet (1973/1975), Renate Kern (1974), Bay City Rollers (1976–1978). Internationale Top-Stars waren die Beatles, die Rolling Stones,  die Beach Boys, die Bee Gees, Status Quo, Creedence Clearwater Revival, Alice Cooper, Simon & Garfunkel, Aretha Franklin und viele andere.